# Марк Валерий Пропинкв
Марк Валерий Пропинкв Граний Фабиан Бебиан Фульвиан Граттий Цериал Геминий Реститут (лат. Marcus Valerius Propinquus Granius Fabianus Baebianus Fulvianus Grattius Cerealis Geminius Restitutus) — римский политический первой половины II века.
Пропинкв происходил из города Лирия Эдетанов, который располагался в провинции Тарраконская Испания, из Галериевой трибы. Его отцом был Марк Валерий Пропинкв Граттий Цериал, переведенный в эпоху правления императора Тита в сословие всадников, а в 97 году занимавший должность фламина родной провинции. В 117/118 году Пропинкв находился на посту претора. Между 119 и 122 годом он был легатом VI Победоносного легиона, который дислоцировался в то время в Нижней Германии. Между 122 и 125 годом Пропинкв занимал должность легата пропретора провинции Аквитания. В 126 году он был назначен консулом-суффектом. После консульства Пропинкв был легатом пропретором Нижней Германии. В эпоху правления Антонина Пия он находился на посту проконсула Азии. Кроме того, Пропинкв входил в состав жреческой коллегии квиндецемвиров священнодействий.